# Calvisia leopoldi
Calvisia leopoldi är en insektsart som beskrevs av Werner 1934. Calvisia leopoldi ingår i släktet Calvisia och familjen Diapheromeridae. Inga underarter finns listade.